# Eligio García Márquez
 Eligio García Márquez (Sucre, 14 de noviembre de 1947-Bogotá, 26 de junio de 2001) fue un escritor y periodista colombiano. Hermano de Gabriel García Márquez, fue colaborador en diversos periódicos y revistas como  El Universal, El Tiempo, El Sol de México, Cromos, la Revista Diners y en la revista Cambio donde llegó a ser coordinador general. En 1985 gana el Premio Nacional de Periodismo Simón Bolívar al mejor trabajo cultural en televisión por el programa por el trópico desembrujado: como se hizo tiempo de morir, también recibió la Medalla al Mérito Cultural del Ministerio de Cultura en el 2001 por su  libro Los García Márquez, entre otras obras que publicó están Tras las claves de Melquíades y La tercera muerte de Santiago Nasar.

## Distinciones
- Premio Nacional de Periodismo Simón Bolívar (1985).
- Medalla al Mérito Cultural del Ministerio de Cultura de Colombia (2001).

## Obras
- Son Así Reportaje a Nueve Escritores Latinoamericanos (1982)
- El poder y la gloria (1982)
- Para matar el tiempo (1985)
- La tercera muerte de Santiago Nasar (1987)
- Tras las claves de Melquíades (2001)
- Historia de cien años de soledad (2001)
- Los García Márquez (2001)